# نهال (ستاره)
نِهال یا بتا خرگوش یک ستاره است که در صورت فلکی خرگوش قرار دارد.
نهال واژه‌ای عربی و به معنای آشامنده است که در این‌جا منظور از آن شترهای آشامنده در تصویر این صورت هستند.